# Gesneria humilis
Espèce
Synonymes
- Conradia celsoides Griseb.[1]
- Conradia humilis (L.) Mart.[1]
- Gesneria acuminata Urb.[1]
- Gesneria celsioides (Griseb.) Urb.[1]
- Gesneria humilis subsp. celsioides (Griseb.) Borhidi[1]
- Gesneria incisa Urb.[1]
- Pentaraphia celsioides (Griseb.) M. Gómez[1]
- Pentarhaphia humilis (L.) Hanst.[1]

Gesneria humilis L. est une espèce de plantes de la famille des Gesneriaceae. C'est une plante herbacée à fleurs tubulaires jaunes et à feuilles lancéolées et dentelée. C'est l'espèce type du genre Gesneria.  

## Liste des sous-espèces
Selon Tropicos (23 mai 2017) :
- sous-espèce Gesneria humilis subsp. celsioides (Griseb.) Borhidi